# 2011年のナショナルリーグチャンピオンシップシリーズ
2011年の野球において、メジャーリーグベースボール（MLB）のポストシーズンは9月30日に開幕した。ナショナルリーグの第42回リーグチャンピオンシップシリーズ（英語: 42nd National League Championship Series、以下「リーグ優勝決定戦」と表記）は、10月9日から16日にかけて計6試合が開催された。その結果、セントルイス・カージナルス（中地区）がミルウォーキー・ブルワーズ（同）を4勝2敗で下し、5年ぶり18回目のリーグ優勝およびワールドシリーズ進出を果たした。
両球団がポストシーズンで対戦するのは、1982年のワールドシリーズ以来29年ぶり2度目。その当時ブルワーズはアメリカンリーグに加盟していたが、1997年シーズン終了後のエクスパンションにともないナショナルリーグへ転籍した。もし今シリーズをブルワーズが制すれば、史上初めて両リーグからのワールドシリーズへの出場を果たすところだったが、カージナルスが阻止した。カージナルスは今シリーズで、先発投手が誰一人として6回以降のマウンドに立たなかったにもかかわらずポストシーズンのシリーズを制した史上初のチームとなった。シリーズMVPには、第1戦と第6戦でそれぞれ3点本塁打を放つなど、6試合で打率.545・3本塁打・9打点・OPS 1.691という成績を残したカージナルスのデビッド・フリースが選出された。このあとカージナルスは、ワールドシリーズでもアメリカンリーグ王者テキサス・レンジャーズを4勝3敗で下し、5年ぶり11度目の優勝を成し遂げた。

## 両チームの2011年
10月7日、まず先に行われた試合でブルワーズ（中地区優勝）が、そのあとの試合ではカージナルス（中地区2位＝ワイルドカード）が、それぞれ地区シリーズ突破を決めてリーグ優勝決定戦へ駒を進めた。
ブルワーズは、2010年は77勝85敗と負け越し監督のケン・モッカを解任、ロン・レニキーを後任に据えた。2011年は中心打者プリンス・フィルダーのFA前最終年となることから、将来を犠牲にしてでも優勝を狙うことにし、弱点の先発ローテーションを強化するためにトレードで複数の若手有望株を放出、ザック・グレインキーやショーン・マーカムを獲得した。そのグレインキーが怪我で開幕から1か月出遅れ、チームも4月30日からの7連敗で地区5位まで沈むなど序盤はもたつくが、その後は盛り返してカージナルスとの首位争いを展開、前半戦終了時には49勝43敗で首位タイに並ぶ。打線では中軸のライアン・ブラウンやフィルダーに加え、1番打者リッキー・ウィークスも好調な打撃でチームを牽引した。さらに後半戦突入前、フランシスコ・ロドリゲスを獲得したことで救援投手陣の層も厚くなり、チーム防御率は前半戦と後半戦で比較すると1点近く向上した。8月は21勝7敗と勝率も上昇し、同月終了時にはカージナルスとのゲーム差が8.5まで開く。そのまま首位を維持した末、9月23日に地区優勝を決めた。平均得点4.45はリーグ5位、防御率3.63はリーグ7位。打線は本塁打数リーグ最多だったがそれ一辺倒とはならず、ブラウンやカルロス・ゴメスらの足を絡めた攻撃も見せた。投手陣では先発登板したのが6人のみと、ローテーションが年間を通して安定していた。地区シリーズではアリゾナ・ダイヤモンドバックスを3勝2敗で下した。
カージナルスは2010年、86勝76敗の地区2位でポストシーズンに5.0ゲーム差届かず。オフにはランス・バークマンやライアン・テリオを獲得し、守備力の低下と引き換えに打線を強化した。その後は誤算が相次ぐ。スプリングトレーニングではエース右腕アダム・ウェインライトがトミー・ジョン手術でシーズン絶望となり、開幕後も中心打者アルバート・プホルスの打撃不振や抑え投手ライアン・フランクリンの度重なる救援失敗などに見舞われた。ただ、バークマンが攻守に期待以上の働きを見せてチームを牽引し、前半戦終了時点では49勝43敗でブルワーズと地区首位タイに並んだ。後半戦に入り、プホルスはOPS.960と不振を克服したものの、チームはブルワーズの勝率上昇についていけず2位に定着、8月終了時には地区首位ブルワーズにも、ワイルドカード争いの首位アトランタ・ブレーブスにも8.5ゲーム差をつけられる。しかし9月はカージナルスの追い上げとブレーブスの失速が重なって両者のゲーム差が縮まっていき、残り1試合で順位が並ぶ。そしてレギュラーシーズン最終日の9月28日、カージナルスの勝利とブレーブスの敗北により逆転、カージナルスがワイルドカード枠でポストシーズンへ滑り込んだ。平均得点4.70はリーグ最高、防御率3.74はリーグ8位。クリス・カーペンターの好投が終盤のチームを勢いづけ、最終戦も彼の完封勝利で締めくくられた。地区シリーズではフィラデルフィア・フィリーズを3勝2敗で下した。
リーグ優勝決定戦の第1・2・6・7戦を本拠地で開催できる "ホームフィールド・アドバンテージ" は、地区優勝球団どうしが対戦する場合はレギュラーシーズンの勝率がより高いほうの球団に、地区優勝球団とワイルドカード球団が対戦する場合は地区優勝球団に与えられる。したがって今シリーズでは、ブルワーズがアドバンテージを得る。この年のレギュラーシーズンでは両球団は18試合対戦し、9勝9敗の五分だった。

## ロースター
両チームの出場選手登録（ロースター）は以下の通り。
- 名前の横の★はこの年のオールスターゲームに選出された選手を、＃はレギュラーシーズン開幕後に入団した選手を示す。
- 年齢は今シリーズ開幕時点でのもの。

| ミルウォーキー・ブルワーズ | ミルウォーキー・ブルワーズ | ミルウォーキー・ブルワーズ | ミルウォーキー・ブルワーズ | ミルウォーキー・ブルワーズ | ミルウォーキー・ブルワーズ | ミルウォーキー・ブルワーズ | セントルイス・カージナルス | セントルイス・カージナルス | セントルイス・カージナルス | セントルイス・カージナルス | セントルイス・カージナルス | セントルイス・カージナルス | セントルイス・カージナルス |
| 守備位置                   | 背番号                     | 出身                       | 選手                       | 投                         | 打                         | 年齢                       | 守備位置                   | 背番号                     | 出身                       | 選手                       | 投                         | 打                         | 年齢                       |
| -------------------------- | -------------------------- | -------------------------- | -------------------------- | -------------------------- | -------------------------- | -------------------------- | -------------------------- | -------------------------- | -------------------------- | -------------------------- | -------------------------- | -------------------------- | -------------------------- |
| 投手                       | 59                         | カナダの旗                 | ジョン・アックスフォード   | 右                         | 右                         | 28                         | 投手                       | 41                         | アメリカ合衆国の旗         | ミッチェル・ボッグス       | 右                         | 右                         | 27                         |
| 投手                       | 41                         | メキシコの旗               | マルコ・エストラーダ       | 右                         | 右                         | 28                         | 投手                       | 29                         | アメリカ合衆国の旗         | クリス・カーペンター       | 右                         | 右                         | 36                         |
| 投手                       | 49                         | メキシコの旗               | ヨバニ・ガヤルド           | 右                         | 右                         | 25                         | 投手                       | 28                         | ドミニカ共和国の旗         | オクタビオ・ドーテル＃     | 右                         | 右                         | 37                         |
| 投手                       | 13                         | アメリカ合衆国の旗         | ザック・グレインキー       | 右                         | 右                         | 27                         | 投手                       | 54                         | メキシコの旗               | ハイメ・ガルシア           | 左                         | 左                         | 25                         |
| 投手                       | 32                         | アメリカ合衆国の旗         | ラトロイ・ホーキンス       | 右                         | 右                         | 38                         | 投手                       | 22                         | ドイツの旗                 | エドウィン・ジャクソン＃   | 右                         | 右                         | 28                         |
| 投手                       | 50                         | アメリカ合衆国の旗         | キャメロン・ロー           | 右                         | 右                         | 30                         | 投手                       | 26                         | アメリカ合衆国の旗         | カイル・ローシュ           | 右                         | 右                         | 33                         |
| 投手                       | 18                         | アメリカ合衆国の旗         | ショーン・マーカム         | 右                         | 右                         | 29                         | 投手                       | 62                         | アメリカ合衆国の旗         | ランス・リン               | 右                         | 右                         | 24                         |
| 投手                       | 38                         | アメリカ合衆国の旗         | クリス・ナーブソン         | 左                         | 左                         | 29                         | 投手                       | 46                         | アメリカ合衆国の旗         | カイル・マクレラン         | 右                         | 右                         | 27                         |
| 投手                       | 57                         | ベネズエラの旗             | フランシスコ・ロドリゲス＃ | 右                         | 右                         | 29                         | 投手                       | 30                         | アメリカ合衆国の旗         | ジェイソン・モット         | 右                         | 右                         | 29                         |
| 投手                       | 40                         | 日本の旗                   | 斎藤隆                     | 右                         | 左                         | 41                         | 投手                       | 53                         | アメリカ合衆国の旗         | アーサー・ローズ＃         | 左                         | 左                         | 41                         |
| 投手                       | 43                         | アメリカ合衆国の旗         | ランディ・ウルフ           | 左                         | 左                         | 35                         | 投手                       | 34                         | アメリカ合衆国の旗         | マーク・ゼプチンスキー＃   | 左                         | 左                         | 26                         |
| 捕手                       | 16                         | カナダの旗                 | ジョージ・コッタラス       | 右                         | 左                         | 28                         | 投手                       | 59                         | メキシコの旗               | フェルナンド・サラス       | 右                         | 右                         | 26                         |
| 捕手                       | 20                         | アメリカ合衆国の旗         | ジョナサン・ルクロイ       | 右                         | 右                         | 25                         | 捕手                       | 13                         | アメリカ合衆国の旗         | ジェラルド・レアード       | 右                         | 右                         | 31                         |
| 内野手                     | 3                          | キューバの旗               | ユニエスキー・ベタンコート | 右                         | 右                         | 29                         | 捕手                       | 4                          | プエルトリコの旗           | ヤディアー・モリーナ★      | 右                         | 右                         | 29                         |
| 内野手                     | 30                         | アメリカ合衆国の旗         | クレイグ・カウンセル       | 右                         | 左                         | 41                         | 内野手                     | 33                         | アメリカ合衆国の旗         | ダニエル・デスカルソ       | 右                         | 左                         | 24                         |
| 内野手                     | 28                         | アメリカ合衆国の旗         | プリンス・フィルダー★      | 右                         | 左                         | 27                         | 内野手                     | 23                         | アメリカ合衆国の旗         | デビッド・フリース         | 右                         | 右                         | 28                         |
| 内野手                     | 5                          | カナダの旗                 | テイラー・グリーン         | 右                         | 左                         | 25                         | 内野手                     | 15                         | ドミニカ共和国の旗         | ラファエル・ファーカル＃   | 右                         | 両                         | 33                         |
| 内野手                     | 15                         | アメリカ合衆国の旗         | ジェリー・ヘアストンJr.＃  | 右                         | 右                         | 35                         | 内野手                     | 5                          | ドミニカ共和国の旗         | アルバート・プホルス       | 右                         | 右                         | 31                         |
| 内野手                     | 14                         | アメリカ合衆国の旗         | ケーシー・マギー           | 右                         | 右                         | 28                         | 内野手                     | 8                          | アメリカ合衆国の旗         | ニック・プント             | 右                         | 両                         | 33                         |
| 内野手                     | 23                         | アメリカ合衆国の旗         | リッキー・ウィークス★      | 右                         | 右                         | 29                         | 内野手                     | 3                          | アメリカ合衆国の旗         | ライアン・テリオ           | 右                         | 右                         | 31                         |
| 外野手                     | 8                          | アメリカ合衆国の旗         | ライアン・ブラウン★        | 右                         | 右                         | 27                         | 外野手                     | 12                         | アメリカ合衆国の旗         | ランス・バークマン★        | 左                         | 両                         | 35                         |
| 外野手                     | 27                         | ドミニカ共和国の旗         | カルロス・ゴメス           | 右                         | 右                         | 25                         | 外野手                     | 56                         | アメリカ合衆国の旗         | アドロン・チェンバース     | 左                         | 左                         | 25                         |
| 外野手                     | 1                          | アメリカ合衆国の旗         | コーリー・ハート           | 右                         | 右                         | 29                         | 外野手                     | 21                         | アメリカ合衆国の旗         | アレン・クレイグ           | 右                         | 右                         | 28                         |
| 外野手                     | 25                         | アメリカ合衆国の旗         | マーク・コッツェイ         | 左                         | 左                         | 35                         | 外野手                     | 7                          | アメリカ合衆国の旗         | マット・ホリデイ★          | 右                         | 右                         | 31                         |
| 外野手                     | 2                          | アメリカ合衆国の旗         | ナイジャー・モーガン       | 左                         | 左                         | 31                         | 外野手                     | 19                         | アメリカ合衆国の旗         | ジョン・ジェイ             | 左                         | 左                         | 26                         |

地区シリーズのロースターからは、ブルワーズは変更はない。これに対しカージナルスは、投手のジェイク・ウェストブルックと内野手のスキップ・シューマッカーを外し、いずれも投手のランス・リンとカイル・マクレランを加えた。地区シリーズでシューマッカーは、日によって二塁を守ったり外野を守ったりしながら全5試合に出場し、10打数6安打3打点という成績を残した。ただ最終第5戦の第2打席で右脇腹を痛め、その裏の守備から途中交代していた。彼が離脱したことにより今シリーズでは、二塁にはライアン・テリオとニック・プントを併用し、外野手が必要になった場合にはプントをまわす見込みとなった。代わりの野手を入れずに右投手をふたり加えたのは、ブルワーズの右の強打者を封じるためだという。ウェストブルックは地区シリーズでの登板機会がなく、かつこの年はブルワーズ相手に24.0イニングで被打率.326・被長打12本と打ち込まれていた。

## 試合結果
2011年のナショナルリーグ優勝決定戦は10月9日に開幕し、途中に移動日を挟んで8日間で6試合が行われた。日程・結果は以下の通り。
| 日付                                                       | 試合  | ビジター球団（先攻）       | スコア | ホーム球団（後攻）         | 開催球場             | 開催球場                           |
| ---------------------------------------------------------- | ----- | -------------------------- | ------ | -------------------------- | -------------------- | ---------------------------------- |
| 10月09日（日）                                             | 第1戦 | セントルイス・カージナルス | 6－9   | ミルウォーキー・ブルワーズ | ミラー・パーク       | ミラー・パークブッシュ・スタジアム |
| 10月10日（月）                                             | 第2戦 | セントルイス・カージナルス | 12－3  | ミルウォーキー・ブルワーズ | ミラー・パーク       | ミラー・パークブッシュ・スタジアム |
| 10月11日（火）                                             |       | 移動日                     | 移動日 | 移動日                     |                      | ミラー・パークブッシュ・スタジアム |
| 10月12日（水）                                             | 第3戦 | ミルウォーキー・ブルワーズ | 3－4   | セントルイス・カージナルス | ブッシュ・スタジアム | ミラー・パークブッシュ・スタジアム |
| 10月13日（木）                                             | 第4戦 | ミルウォーキー・ブルワーズ | 4－2   | セントルイス・カージナルス | ブッシュ・スタジアム | ミラー・パークブッシュ・スタジアム |
| 10月14日（金）                                             | 第5戦 | ミルウォーキー・ブルワーズ | 1－7   | セントルイス・カージナルス | ブッシュ・スタジアム | ミラー・パークブッシュ・スタジアム |
| 10月15日（土）                                             |       | 移動日                     | 移動日 | 移動日                     |                      | ミラー・パークブッシュ・スタジアム |
| 10月16日（日）                                             | 第6戦 | セントルイス・カージナルス | 12－6  | ミルウォーキー・ブルワーズ | ミラー・パーク       | ミラー・パークブッシュ・スタジアム |
| 優勝：セントルイス・カージナルス（4勝2敗 / 5年ぶり18度目） |       |                            |        |                            |                      | ミラー・パークブッシュ・スタジアム |

### 第1戦 10月9日
- ミラー・パーク（ウィスコンシン州ミルウォーキー）

|                            | 1 | 2 | 3 | 4 | 5 | 6 | 7 | 8 | 9 | R | H  | E |
| -------------------------- | - | - | - | - | - | - | - | - | - | - | -- | - |
| セントルイス・カージナルス | 1 | 0 | 0 | 3 | 1 | 0 | 1 | 0 | 0 | 6 | 9  | 1 |
| ミルウォーキー・ブルワーズ | 2 | 0 | 0 | 0 | 6 | 0 | 1 | 0 | X | 9 | 11 | 0 |

1. 勝利：ザック・グレインキー（1勝）
2. セーブ：ジョン・アックスフォード（1S）
3. 敗戦：ハイメ・ガルシア（1敗）
4. 本塁打
STL：デビッド・フリース1号3ラン
MIL：ライアン・ブラウン1号2ラン、プリンス・フィルダー1号2ラン、ユニエスキー・ベタンコート1号2ラン
5. 審判
［球審］ゲイリー・ダーリング
［塁審］一塁: ティム・ティモンズ、二塁: サム・ホルブルック、三塁: マイク・エベリット
［外審］左翼: ビル・ミラー、右翼: マイク・ウィンタース
6. 試合開始時刻: 中部夏時間（UTC-5）午後3時5分  試合時間: 3時間35分  観客: 4万3613人  気温: 76°F（24.4°C）
詳細: MLB.com Gameday / ESPN.com / Baseball-Reference.com / Fangraphs

| セントルイス・カージナルス | セントルイス・カージナルス | セントルイス・カージナルス | セントルイス・カージナルス | セントルイス・カージナルス                                                                          | ミルウォーキー・ブルワーズ | ミルウォーキー・ブルワーズ | ミルウォーキー・ブルワーズ | ミルウォーキー・ブルワーズ | ミルウォーキー・ブルワーズ                                                                                          |
| -------------------------- | -------------------------- | -------------------------- | -------------------------- | --------------------------------------------------------------------------------------------------- | -------------------------- | -------------------------- | -------------------------- | -------------------------- | --- |
| 打順                       | 守備                       | 選手                       | 打席                       | J・ガルシアY・モリーナA・プホルスR・テリオD・フリースR・ファーカルM・ホリデイJ・ジェイL・バークマン | 打順                       | 守備                       | 選手                       | 打席                       | Z・グレインキーJ・ルクロイP・フィルダーR・ウィークスJ・ヘアストン · Jr.Y・ベタンコートR・ブラウンC・ゴメスC・ハート |
| 1                          | 遊                         | R・ファーカル              | 両                         | J・ガルシアY・モリーナA・プホルスR・テリオD・フリースR・ファーカルM・ホリデイJ・ジェイL・バークマン | 1                          | 右                         | C・ハート                  | 右                         | Z・グレインキーJ・ルクロイP・フィルダーR・ウィークスJ・ヘアストン · Jr.Y・ベタンコートR・ブラウンC・ゴメスC・ハート |
| 2                          | 中                         | J・ジェイ                  | 左                         | J・ガルシアY・モリーナA・プホルスR・テリオD・フリースR・ファーカルM・ホリデイJ・ジェイL・バークマン | 2                          | 三                         | J・ヘアストンJr.           | 右                         | Z・グレインキーJ・ルクロイP・フィルダーR・ウィークスJ・ヘアストン · Jr.Y・ベタンコートR・ブラウンC・ゴメスC・ハート |
| 3                          | 一                         | A・プホルス                | 右                         | J・ガルシアY・モリーナA・プホルスR・テリオD・フリースR・ファーカルM・ホリデイJ・ジェイL・バークマン | 3                          | 左                         | R・ブラウン                | 右                         | Z・グレインキーJ・ルクロイP・フィルダーR・ウィークスJ・ヘアストン · Jr.Y・ベタンコートR・ブラウンC・ゴメスC・ハート |
| 4                          | 右                         | L・バークマン              | 両                         | J・ガルシアY・モリーナA・プホルスR・テリオD・フリースR・ファーカルM・ホリデイJ・ジェイL・バークマン | 4                          | 一                         | P・フィルダー              | 左                         | Z・グレインキーJ・ルクロイP・フィルダーR・ウィークスJ・ヘアストン · Jr.Y・ベタンコートR・ブラウンC・ゴメスC・ハート |
| 5                          | 左                         | M・ホリデイ                | 右                         | J・ガルシアY・モリーナA・プホルスR・テリオD・フリースR・ファーカルM・ホリデイJ・ジェイL・バークマン | 5                          | 二                         | R・ウィークス              | 右                         | Z・グレインキーJ・ルクロイP・フィルダーR・ウィークスJ・ヘアストン · Jr.Y・ベタンコートR・ブラウンC・ゴメスC・ハート |
| 6                          | 捕                         | Y・モリーナ                | 右                         | J・ガルシアY・モリーナA・プホルスR・テリオD・フリースR・ファーカルM・ホリデイJ・ジェイL・バークマン | 6                          | 遊                         | Y・ベタンコート            | 右                         | Z・グレインキーJ・ルクロイP・フィルダーR・ウィークスJ・ヘアストン · Jr.Y・ベタンコートR・ブラウンC・ゴメスC・ハート |
| 7                          | 三                         | D・フリース                | 右                         | J・ガルシアY・モリーナA・プホルスR・テリオD・フリースR・ファーカルM・ホリデイJ・ジェイL・バークマン | 7                          | 中                         | C・ゴメス                  | 右                         | Z・グレインキーJ・ルクロイP・フィルダーR・ウィークスJ・ヘアストン · Jr.Y・ベタンコートR・ブラウンC・ゴメスC・ハート |
| 8                          | 二                         | R・テリオ                  | 右                         | J・ガルシアY・モリーナA・プホルスR・テリオD・フリースR・ファーカルM・ホリデイJ・ジェイL・バークマン | 8                          | 捕                         | J・ルクロイ                | 右                         | Z・グレインキーJ・ルクロイP・フィルダーR・ウィークスJ・ヘアストン · Jr.Y・ベタンコートR・ブラウンC・ゴメスC・ハート |
| 9                          | 投                         | J・ガルシア                | 左                         | J・ガルシアY・モリーナA・プホルスR・テリオD・フリースR・ファーカルM・ホリデイJ・ジェイL・バークマン | 9                          | 投                         | Z・グレインキー            | 右                         | Z・グレインキーJ・ルクロイP・フィルダーR・ウィークスJ・ヘアストン · Jr.Y・ベタンコートR・ブラウンC・ゴメスC・ハート |
| 先発投手                   | 先発投手                   | 先発投手                   | 投球                       | J・ガルシアY・モリーナA・プホルスR・テリオD・フリースR・ファーカルM・ホリデイJ・ジェイL・バークマン | 先発投手                   | 先発投手                   | 先発投手                   | 投球                       | Z・グレインキーJ・ルクロイP・フィルダーR・ウィークスJ・ヘアストン · Jr.Y・ベタンコートR・ブラウンC・ゴメスC・ハート |
| J・ガルシア                | J・ガルシア                | J・ガルシア                | 左                         | J・ガルシアY・モリーナA・プホルスR・テリオD・フリースR・ファーカルM・ホリデイJ・ジェイL・バークマン | Z・グレインキー            | Z・グレインキー            | Z・グレインキー            | 右                         | Z・グレインキーJ・ルクロイP・フィルダーR・ウィークスJ・ヘアストン · Jr.Y・ベタンコートR・ブラウンC・ゴメスC・ハート |

### 第2戦 10月10日
- ミラー・パーク（ウィスコンシン州ミルウォーキー）

|                            | 1 | 2 | 3 | 4 | 5 | 6 | 7 | 8 | 9 | R  | H  | E |
| -------------------------- | - | - | - | - | - | - | - | - | - | -- | -- | - |
| セントルイス・カージナルス | 2 | 0 | 2 | 1 | 2 | 0 | 4 | 0 | 1 | 12 | 17 | 0 |
| ミルウォーキー・ブルワーズ | 0 | 0 | 0 | 2 | 0 | 0 | 0 | 1 | 0 | 3  | 8  | 1 |

1. 勝利：ランス・リン（1勝）
2. 敗戦：ショーン・マーカム（1敗）
3. 本塁打
STL：アルバート・プホルス1号2ラン、デビッド・フリース2号ソロ
MIL：リッキー・ウィークス1号2ラン、プリンス・フィルダー2号ソロ
4. 審判
［球審］ティム・ティモンズ
［塁審］一塁: サム・ホルブルック、二塁: マイク・エベリット、三塁: ビル・ミラー
［外審］左翼: マイク・ウィンタース、右翼: ゲイリー・ダーリング
5. 試合開始時刻: 中部夏時間（UTC-5）午後7時5分  試合時間: 3時間36分  観客: 4万3937人  気温: 69°F（20.6°C）
詳細: MLB.com Gameday / ESPN.com / Baseball-Reference.com / Fangraphs

| セントルイス・カージナルス | セントルイス・カージナルス | セントルイス・カージナルス | セントルイス・カージナルス | セントルイス・カージナルス                                                                            | ミルウォーキー・ブルワーズ | ミルウォーキー・ブルワーズ | ミルウォーキー・ブルワーズ | ミルウォーキー・ブルワーズ | ミルウォーキー・ブルワーズ                                                                                        |
| -------------------------- | -------------------------- | -------------------------- | -------------------------- | --- | -------------------------- | -------------------------- | -------------------------- | -------------------------- | --- |
| 打順                       | 守備                       | 選手                       | 打席                       | E・ジャクソンY・モリーナA・プホルスN・プントD・フリースR・ファーカルM・ホリデイJ・ジェイL・バークマン | 打順                       | 守備                       | 選手                       | 打席                       | S・マーカムJ・ルクロイP・フィルダーR・ウィークスJ・ヘアストン · Jr.Y・ベタンコートR・ブラウンN・モーガンC・ハート |
| 1                          | 遊                         | R・ファーカル              | 両                         | E・ジャクソンY・モリーナA・プホルスN・プントD・フリースR・ファーカルM・ホリデイJ・ジェイL・バークマン | 1                          | 右                         | C・ハート                  | 右                         | S・マーカムJ・ルクロイP・フィルダーR・ウィークスJ・ヘアストン · Jr.Y・ベタンコートR・ブラウンN・モーガンC・ハート |
| 2                          | 中                         | J・ジェイ                  | 左                         | E・ジャクソンY・モリーナA・プホルスN・プントD・フリースR・ファーカルM・ホリデイJ・ジェイL・バークマン | 2                          | 中                         | N・モーガン                | 左                         | S・マーカムJ・ルクロイP・フィルダーR・ウィークスJ・ヘアストン · Jr.Y・ベタンコートR・ブラウンN・モーガンC・ハート |
| 3                          | 一                         | A・プホルス                | 右                         | E・ジャクソンY・モリーナA・プホルスN・プントD・フリースR・ファーカルM・ホリデイJ・ジェイL・バークマン | 3                          | 左                         | R・ブラウン                | 右                         | S・マーカムJ・ルクロイP・フィルダーR・ウィークスJ・ヘアストン · Jr.Y・ベタンコートR・ブラウンN・モーガンC・ハート |
| 4                          | 左                         | M・ホリデイ                | 右                         | E・ジャクソンY・モリーナA・プホルスN・プントD・フリースR・ファーカルM・ホリデイJ・ジェイL・バークマン | 4                          | 一                         | P・フィルダー              | 左                         | S・マーカムJ・ルクロイP・フィルダーR・ウィークスJ・ヘアストン · Jr.Y・ベタンコートR・ブラウンN・モーガンC・ハート |
| 5                          | 右                         | L・バークマン              | 両                         | E・ジャクソンY・モリーナA・プホルスN・プントD・フリースR・ファーカルM・ホリデイJ・ジェイL・バークマン | 5                          | 二                         | R・ウィークス              | 右                         | S・マーカムJ・ルクロイP・フィルダーR・ウィークスJ・ヘアストン · Jr.Y・ベタンコートR・ブラウンN・モーガンC・ハート |
| 6                          | 捕                         | Y・モリーナ                | 右                         | E・ジャクソンY・モリーナA・プホルスN・プントD・フリースR・ファーカルM・ホリデイJ・ジェイL・バークマン | 6                          | 三                         | J・ヘアストンJr.           | 右                         | S・マーカムJ・ルクロイP・フィルダーR・ウィークスJ・ヘアストン · Jr.Y・ベタンコートR・ブラウンN・モーガンC・ハート |
| 7                          | 三                         | D・フリース                | 右                         | E・ジャクソンY・モリーナA・プホルスN・プントD・フリースR・ファーカルM・ホリデイJ・ジェイL・バークマン | 7                          | 遊                         | Y・ベタンコート            | 右                         | S・マーカムJ・ルクロイP・フィルダーR・ウィークスJ・ヘアストン · Jr.Y・ベタンコートR・ブラウンN・モーガンC・ハート |
| 8                          | 二                         | N・プント                  | 両                         | E・ジャクソンY・モリーナA・プホルスN・プントD・フリースR・ファーカルM・ホリデイJ・ジェイL・バークマン | 8                          | 捕                         | J・ルクロイ                | 右                         | S・マーカムJ・ルクロイP・フィルダーR・ウィークスJ・ヘアストン · Jr.Y・ベタンコートR・ブラウンN・モーガンC・ハート |
| 9                          | 投                         | E・ジャクソン              | 右                         | E・ジャクソンY・モリーナA・プホルスN・プントD・フリースR・ファーカルM・ホリデイJ・ジェイL・バークマン | 9                          | 投                         | S・マーカム                | 右                         | S・マーカムJ・ルクロイP・フィルダーR・ウィークスJ・ヘアストン · Jr.Y・ベタンコートR・ブラウンN・モーガンC・ハート |
| 先発投手                   | 先発投手                   | 先発投手                   | 投球                       | E・ジャクソンY・モリーナA・プホルスN・プントD・フリースR・ファーカルM・ホリデイJ・ジェイL・バークマン | 先発投手                   | 先発投手                   | 先発投手                   | 投球                       | S・マーカムJ・ルクロイP・フィルダーR・ウィークスJ・ヘアストン · Jr.Y・ベタンコートR・ブラウンN・モーガンC・ハート |
| E・ジャクソン              | E・ジャクソン              | E・ジャクソン              | 右                         | E・ジャクソンY・モリーナA・プホルスN・プントD・フリースR・ファーカルM・ホリデイJ・ジェイL・バークマン | S・マーカム                | S・マーカム                | S・マーカム                | 右                         | S・マーカムJ・ルクロイP・フィルダーR・ウィークスJ・ヘアストン · Jr.Y・ベタンコートR・ブラウンN・モーガンC・ハート |

### 第3戦 10月12日
- ブッシュ・スタジアム（ミズーリ州セントルイス）

|                            | 1 | 2 | 3 | 4 | 5 | 6 | 7 | 8 | 9 | R | H | E |
| -------------------------- | - | - | - | - | - | - | - | - | - | - | - | - |
| ミルウォーキー・ブルワーズ | 0 | 2 | 1 | 0 | 0 | 0 | 0 | 0 | 0 | 3 | 6 | 0 |
| セントルイス・カージナルス | 4 | 0 | 0 | 0 | 0 | 0 | 0 | 0 | X | 4 | 9 | 0 |

1. 勝利：クリス・カーペンター（1勝）
2. セーブ：ジェイソン・モット（1S）
3. 敗戦：ヨバニ・ガヤルド（1敗）
4. 本塁打
MIL：マーク・コッツェイ1号ソロ
5. 審判
［球審］サム・ホルブルック
［塁審］一塁: マイク・エベリット、二塁: ビル・ミラー、三塁: マイク・ウィンタース
［外審］左翼: ゲイリー・ダーリング、右翼: ティム・ティモンズ
6. 試合開始時刻: 中部夏時間（UTC-5）午後7時8分  試合時間: 3時間10分  観客: 4万3584人  気温: 66°F（18.9°C）
詳細: MLB.com Gameday / ESPN.com / Baseball-Reference.com / Fangraphs

| ミルウォーキー・ブルワーズ | ミルウォーキー・ブルワーズ | ミルウォーキー・ブルワーズ | ミルウォーキー・ブルワーズ | ミルウォーキー・ブルワーズ                                                                                          | セントルイス・カージナルス | セントルイス・カージナルス | セントルイス・カージナルス | セントルイス・カージナルス | セントルイス・カージナルス                                                                              |
| -------------------------- | -------------------------- | -------------------------- | -------------------------- | --- | -------------------------- | -------------------------- | -------------------------- | -------------------------- | --- |
| 打順                       | 守備                       | 選手                       | 打席                       | Y・ガヤルドJ・ルクロイP・フィルダーR・ウィークスJ・ヘアストン · Jr.Y・ベタンコートR・ブラウンM・コッツェイC・ハート | 打順                       | 守備                       | 選手                       | 打席                       | C・カーペンターY・モリーナA・プホルスN・プントD・フリースR・ファーカルM・ホリデイJ・ジェイL・バークマン |
| 1                          | 右                         | C・ハート                  | 右                         | Y・ガヤルドJ・ルクロイP・フィルダーR・ウィークスJ・ヘアストン · Jr.Y・ベタンコートR・ブラウンM・コッツェイC・ハート | 1                          | 遊                         | R・ファーカル              | 両                         | C・カーペンターY・モリーナA・プホルスN・プントD・フリースR・ファーカルM・ホリデイJ・ジェイL・バークマン |
| 2                          | 中                         | M・コッツェイ              | 左                         | Y・ガヤルドJ・ルクロイP・フィルダーR・ウィークスJ・ヘアストン · Jr.Y・ベタンコートR・ブラウンM・コッツェイC・ハート | 2                          | 中                         | J・ジェイ                  | 左                         | C・カーペンターY・モリーナA・プホルスN・プントD・フリースR・ファーカルM・ホリデイJ・ジェイL・バークマン |
| 3                          | 左                         | R・ブラウン                | 右                         | Y・ガヤルドJ・ルクロイP・フィルダーR・ウィークスJ・ヘアストン · Jr.Y・ベタンコートR・ブラウンM・コッツェイC・ハート | 3                          | 一                         | A・プホルス                | 右                         | C・カーペンターY・モリーナA・プホルスN・プントD・フリースR・ファーカルM・ホリデイJ・ジェイL・バークマン |
| 4                          | 一                         | P・フィルダー              | 左                         | Y・ガヤルドJ・ルクロイP・フィルダーR・ウィークスJ・ヘアストン · Jr.Y・ベタンコートR・ブラウンM・コッツェイC・ハート | 4                          | 左                         | M・ホリデイ                | 右                         | C・カーペンターY・モリーナA・プホルスN・プントD・フリースR・ファーカルM・ホリデイJ・ジェイL・バークマン |
| 5                          | 二                         | R・ウィークス              | 右                         | Y・ガヤルドJ・ルクロイP・フィルダーR・ウィークスJ・ヘアストン · Jr.Y・ベタンコートR・ブラウンM・コッツェイC・ハート | 5                          | 右                         | L・バークマン              | 両                         | C・カーペンターY・モリーナA・プホルスN・プントD・フリースR・ファーカルM・ホリデイJ・ジェイL・バークマン |
| 6                          | 三                         | J・ヘアストンJr.           | 右                         | Y・ガヤルドJ・ルクロイP・フィルダーR・ウィークスJ・ヘアストン · Jr.Y・ベタンコートR・ブラウンM・コッツェイC・ハート | 6                          | 捕                         | Y・モリーナ                | 右                         | C・カーペンターY・モリーナA・プホルスN・プントD・フリースR・ファーカルM・ホリデイJ・ジェイL・バークマン |
| 7                          | 遊                         | Y・ベタンコート            | 右                         | Y・ガヤルドJ・ルクロイP・フィルダーR・ウィークスJ・ヘアストン · Jr.Y・ベタンコートR・ブラウンM・コッツェイC・ハート | 7                          | 三                         | D・フリース                | 右                         | C・カーペンターY・モリーナA・プホルスN・プントD・フリースR・ファーカルM・ホリデイJ・ジェイL・バークマン |
| 8                          | 捕                         | J・ルクロイ                | 右                         | Y・ガヤルドJ・ルクロイP・フィルダーR・ウィークスJ・ヘアストン · Jr.Y・ベタンコートR・ブラウンM・コッツェイC・ハート | 8                          | 二                         | N・プント                  | 両                         | C・カーペンターY・モリーナA・プホルスN・プントD・フリースR・ファーカルM・ホリデイJ・ジェイL・バークマン |
| 9                          | 投                         | Y・ガヤルド                | 右                         | Y・ガヤルドJ・ルクロイP・フィルダーR・ウィークスJ・ヘアストン · Jr.Y・ベタンコートR・ブラウンM・コッツェイC・ハート | 9                          | 投                         | C・カーペンター            | 右                         | C・カーペンターY・モリーナA・プホルスN・プントD・フリースR・ファーカルM・ホリデイJ・ジェイL・バークマン |
| 先発投手                   | 先発投手                   | 先発投手                   | 投球                       | Y・ガヤルドJ・ルクロイP・フィルダーR・ウィークスJ・ヘアストン · Jr.Y・ベタンコートR・ブラウンM・コッツェイC・ハート | 先発投手                   | 先発投手                   | 先発投手                   | 投球                       | C・カーペンターY・モリーナA・プホルスN・プントD・フリースR・ファーカルM・ホリデイJ・ジェイL・バークマン |
| Y・ガヤルド                | Y・ガヤルド                | Y・ガヤルド                | 右                         | Y・ガヤルドJ・ルクロイP・フィルダーR・ウィークスJ・ヘアストン · Jr.Y・ベタンコートR・ブラウンM・コッツェイC・ハート | C・カーペンター            | C・カーペンター            | C・カーペンター            | 右                         | C・カーペンターY・モリーナA・プホルスN・プントD・フリースR・ファーカルM・ホリデイJ・ジェイL・バークマン |

### 第4戦 10月13日
- ブッシュ・スタジアム（ミズーリ州セントルイス）

|                            | 1 | 2 | 3 | 4 | 5 | 6 | 7 | 8 | 9 | R | H  | E |
| -------------------------- | - | - | - | - | - | - | - | - | - | - | -- | - |
| ミルウォーキー・ブルワーズ | 0 | 0 | 0 | 2 | 1 | 1 | 0 | 0 | 0 | 4 | 10 | 1 |
| セントルイス・カージナルス | 0 | 1 | 1 | 0 | 0 | 0 | 0 | 0 | 0 | 2 | 8  | 1 |

1. 勝利：ランディ・ウルフ（1勝）
2. セーブ：ジョン・アックスフォード（2S）
3. 敗戦：カイル・ローシュ（1敗）
4. 本塁打
STL：マット・ホリデイ1号ソロ、アレン・クレイグ1号ソロ
5. 審判
［球審］マイク・エベリット
［塁審］一塁: ビル・ミラー、二塁: マイク・ウィンタース、三塁: ゲイリー・ダーリング
［外審］左翼: ティム・ティモンズ、右翼: サム・ホルブルック
6. 試合開始時刻: 中部夏時間（UTC-5）午後7時5分  試合時間: 3時間25分  観客: 4万5606人  気温: 67°F（19.4°C）
詳細: MLB.com Gameday / ESPN.com / Baseball-Reference.com / Fangraphs

| ミルウォーキー・ブルワーズ | ミルウォーキー・ブルワーズ | ミルウォーキー・ブルワーズ | ミルウォーキー・ブルワーズ | ミルウォーキー・ブルワーズ                                                                                            | セントルイス・カージナルス | セントルイス・カージナルス | セントルイス・カージナルス | セントルイス・カージナルス | セントルイス・カージナルス                                                                        |
| -------------------------- | -------------------------- | -------------------------- | -------------------------- | --- | -------------------------- | -------------------------- | -------------------------- | -------------------------- | ------------------------------------------------------------------------------------------------- |
| 打順                       | 守備                       | 選手                       | 打席                       | R・ウルフG・コッタラスP・フィルダーR・ウィークスJ・ヘアストン · Jr.Y・ベタンコートR・ブラウンN・モーガンM・コッツェイ | 打順                       | 守備                       | 選手                       | 打席                       | K・ローシュY・モリーナA・プホルスR・テリオD・フリースR・ファーカルM・ホリデイJ・ジェイA・クレイグ |
| 1                          | 中                         | N・モーガン                | 左                         | R・ウルフG・コッタラスP・フィルダーR・ウィークスJ・ヘアストン · Jr.Y・ベタンコートR・ブラウンN・モーガンM・コッツェイ | 1                          | 遊                         | R・ファーカル              | 両                         | K・ローシュY・モリーナA・プホルスR・テリオD・フリースR・ファーカルM・ホリデイJ・ジェイA・クレイグ |
| 2                          | 右                         | M・コッツェイ              | 左                         | R・ウルフG・コッタラスP・フィルダーR・ウィークスJ・ヘアストン · Jr.Y・ベタンコートR・ブラウンN・モーガンM・コッツェイ | 2                          | 右                         | A・クレイグ                | 右                         | K・ローシュY・モリーナA・プホルスR・テリオD・フリースR・ファーカルM・ホリデイJ・ジェイA・クレイグ |
| 3                          | 左                         | R・ブラウン                | 右                         | R・ウルフG・コッタラスP・フィルダーR・ウィークスJ・ヘアストン · Jr.Y・ベタンコートR・ブラウンN・モーガンM・コッツェイ | 3                          | 一                         | A・プホルス                | 右                         | K・ローシュY・モリーナA・プホルスR・テリオD・フリースR・ファーカルM・ホリデイJ・ジェイA・クレイグ |
| 4                          | 一                         | P・フィルダー              | 左                         | R・ウルフG・コッタラスP・フィルダーR・ウィークスJ・ヘアストン · Jr.Y・ベタンコートR・ブラウンN・モーガンM・コッツェイ | 4                          | 三                         | D・フリース                | 右                         | K・ローシュY・モリーナA・プホルスR・テリオD・フリースR・ファーカルM・ホリデイJ・ジェイA・クレイグ |
| 5                          | 二                         | R・ウィークス              | 右                         | R・ウルフG・コッタラスP・フィルダーR・ウィークスJ・ヘアストン · Jr.Y・ベタンコートR・ブラウンN・モーガンM・コッツェイ | 5                          | 左                         | M・ホリデイ                | 右                         | K・ローシュY・モリーナA・プホルスR・テリオD・フリースR・ファーカルM・ホリデイJ・ジェイA・クレイグ |
| 6                          | 三                         | J・ヘアストンJr.           | 右                         | R・ウルフG・コッタラスP・フィルダーR・ウィークスJ・ヘアストン · Jr.Y・ベタンコートR・ブラウンN・モーガンM・コッツェイ | 6                          | 捕                         | Y・モリーナ                | 右                         | K・ローシュY・モリーナA・プホルスR・テリオD・フリースR・ファーカルM・ホリデイJ・ジェイA・クレイグ |
| 7                          | 遊                         | Y・ベタンコート            | 右                         | R・ウルフG・コッタラスP・フィルダーR・ウィークスJ・ヘアストン · Jr.Y・ベタンコートR・ブラウンN・モーガンM・コッツェイ | 7                          | 二                         | R・テリオ                  | 右                         | K・ローシュY・モリーナA・プホルスR・テリオD・フリースR・ファーカルM・ホリデイJ・ジェイA・クレイグ |
| 8                          | 捕                         | G・コッタラス              | 左                         | R・ウルフG・コッタラスP・フィルダーR・ウィークスJ・ヘアストン · Jr.Y・ベタンコートR・ブラウンN・モーガンM・コッツェイ | 8                          | 中                         | J・ジェイ                  | 左                         | K・ローシュY・モリーナA・プホルスR・テリオD・フリースR・ファーカルM・ホリデイJ・ジェイA・クレイグ |
| 9                          | 投                         | R・ウルフ                  | 左                         | R・ウルフG・コッタラスP・フィルダーR・ウィークスJ・ヘアストン · Jr.Y・ベタンコートR・ブラウンN・モーガンM・コッツェイ | 9                          | 投                         | K・ローシュ                | 右                         | K・ローシュY・モリーナA・プホルスR・テリオD・フリースR・ファーカルM・ホリデイJ・ジェイA・クレイグ |
| 先発投手                   | 先発投手                   | 先発投手                   | 投球                       | R・ウルフG・コッタラスP・フィルダーR・ウィークスJ・ヘアストン · Jr.Y・ベタンコートR・ブラウンN・モーガンM・コッツェイ | 先発投手                   | 先発投手                   | 先発投手                   | 投球                       | K・ローシュY・モリーナA・プホルスR・テリオD・フリースR・ファーカルM・ホリデイJ・ジェイA・クレイグ |
| R・ウルフ                  | R・ウルフ                  | R・ウルフ                  | 左                         | R・ウルフG・コッタラスP・フィルダーR・ウィークスJ・ヘアストン · Jr.Y・ベタンコートR・ブラウンN・モーガンM・コッツェイ | K・ローシュ                | K・ローシュ                | K・ローシュ                | 右                         | K・ローシュY・モリーナA・プホルスR・テリオD・フリースR・ファーカルM・ホリデイJ・ジェイA・クレイグ |

### 第5戦 10月14日
- ブッシュ・スタジアム（ミズーリ州セントルイス）

|                            | 1 | 2 | 3 | 4 | 5 | 6 | 7 | 8 | 9 | R | H  | E |
| -------------------------- | - | - | - | - | - | - | - | - | - | - | -- | - |
| ミルウォーキー・ブルワーズ | 0 | 0 | 0 | 0 | 1 | 0 | 0 | 0 | 0 | 1 | 9  | 4 |
| セントルイス・カージナルス | 0 | 3 | 0 | 1 | 0 | 1 | 0 | 2 | X | 7 | 10 | 0 |

1. 勝利：オクタビオ・ドーテル（1勝）
2. セーブ：ジェイソン・モット（1S）
3. 敗戦：ザック・グレインキー（1勝1敗）
4. 審判
［球審］ビル・ミラー
［塁審］一塁: マイク・ウィンタース、二塁: ゲイリー・ダーリング、三塁: ティム・ティモンズ
［外審］左翼: サム・ホルブルック、右翼: マイク・エベリット
5. 試合開始時刻: 中部夏時間（UTC-5）午後7時6分  試合時間: 3時間9分  観客: 4万6904人  気温: 63°F（17.2°C）
詳細: MLB.com Gameday / ESPN.com / Baseball-Reference.com / Fangraphs

| ミルウォーキー・ブルワーズ | ミルウォーキー・ブルワーズ | ミルウォーキー・ブルワーズ | ミルウォーキー・ブルワーズ | ミルウォーキー・ブルワーズ                                                                                          | セントルイス・カージナルス | セントルイス・カージナルス | セントルイス・カージナルス | セントルイス・カージナルス | セントルイス・カージナルス                                                                          |
| -------------------------- | -------------------------- | -------------------------- | -------------------------- | --- | -------------------------- | -------------------------- | -------------------------- | -------------------------- | --------------------------------------------------------------------------------------------------- |
| 打順                       | 守備                       | 選手                       | 打席                       | Z・グレインキーJ・ルクロイP・フィルダーR・ウィークスJ・ヘアストン · Jr.Y・ベタンコートR・ブラウンC・ゴメスC・ハート | 打順                       | 守備                       | 選手                       | 打席                       | J・ガルシアY・モリーナA・プホルスN・プントD・フリースR・ファーカルM・ホリデイJ・ジェイL・バークマン |
| 1                          | 右                         | C・ハート                  | 右                         | Z・グレインキーJ・ルクロイP・フィルダーR・ウィークスJ・ヘアストン · Jr.Y・ベタンコートR・ブラウンC・ゴメスC・ハート | 1                          | 遊                         | R・ファーカル              | 両                         | J・ガルシアY・モリーナA・プホルスN・プントD・フリースR・ファーカルM・ホリデイJ・ジェイL・バークマン |
| 2                          | 三                         | J・ヘアストンJr.           | 右                         | Z・グレインキーJ・ルクロイP・フィルダーR・ウィークスJ・ヘアストン · Jr.Y・ベタンコートR・ブラウンC・ゴメスC・ハート | 2                          | 中                         | J・ジェイ                  | 左                         | J・ガルシアY・モリーナA・プホルスN・プントD・フリースR・ファーカルM・ホリデイJ・ジェイL・バークマン |
| 3                          | 左                         | R・ブラウン                | 右                         | Z・グレインキーJ・ルクロイP・フィルダーR・ウィークスJ・ヘアストン · Jr.Y・ベタンコートR・ブラウンC・ゴメスC・ハート | 3                          | 一                         | A・プホルス                | 右                         | J・ガルシアY・モリーナA・プホルスN・プントD・フリースR・ファーカルM・ホリデイJ・ジェイL・バークマン |
| 4                          | 一                         | P・フィルダー              | 左                         | Z・グレインキーJ・ルクロイP・フィルダーR・ウィークスJ・ヘアストン · Jr.Y・ベタンコートR・ブラウンC・ゴメスC・ハート | 4                          | 右                         | L・バークマン              | 両                         | J・ガルシアY・モリーナA・プホルスN・プントD・フリースR・ファーカルM・ホリデイJ・ジェイL・バークマン |
| 5                          | 二                         | R・ウィークス              | 右                         | Z・グレインキーJ・ルクロイP・フィルダーR・ウィークスJ・ヘアストン · Jr.Y・ベタンコートR・ブラウンC・ゴメスC・ハート | 5                          | 左                         | M・ホリデイ                | 右                         | J・ガルシアY・モリーナA・プホルスN・プントD・フリースR・ファーカルM・ホリデイJ・ジェイL・バークマン |
| 6                          | 遊                         | Y・ベタンコート            | 右                         | Z・グレインキーJ・ルクロイP・フィルダーR・ウィークスJ・ヘアストン · Jr.Y・ベタンコートR・ブラウンC・ゴメスC・ハート | 6                          | 三                         | D・フリース                | 右                         | J・ガルシアY・モリーナA・プホルスN・プントD・フリースR・ファーカルM・ホリデイJ・ジェイL・バークマン |
| 7                          | 中                         | C・ゴメス                  | 右                         | Z・グレインキーJ・ルクロイP・フィルダーR・ウィークスJ・ヘアストン · Jr.Y・ベタンコートR・ブラウンC・ゴメスC・ハート | 7                          | 捕                         | Y・モリーナ                | 右                         | J・ガルシアY・モリーナA・プホルスN・プントD・フリースR・ファーカルM・ホリデイJ・ジェイL・バークマン |
| 8                          | 捕                         | J・ルクロイ                | 右                         | Z・グレインキーJ・ルクロイP・フィルダーR・ウィークスJ・ヘアストン · Jr.Y・ベタンコートR・ブラウンC・ゴメスC・ハート | 8                          | 二                         | N・プント                  | 両                         | J・ガルシアY・モリーナA・プホルスN・プントD・フリースR・ファーカルM・ホリデイJ・ジェイL・バークマン |
| 9                          | 投                         | Z・グレインキー            | 右                         | Z・グレインキーJ・ルクロイP・フィルダーR・ウィークスJ・ヘアストン · Jr.Y・ベタンコートR・ブラウンC・ゴメスC・ハート | 9                          | 投                         | J・ガルシア                | 左                         | J・ガルシアY・モリーナA・プホルスN・プントD・フリースR・ファーカルM・ホリデイJ・ジェイL・バークマン |
| 先発投手                   | 先発投手                   | 先発投手                   | 投球                       | Z・グレインキーJ・ルクロイP・フィルダーR・ウィークスJ・ヘアストン · Jr.Y・ベタンコートR・ブラウンC・ゴメスC・ハート | 先発投手                   | 先発投手                   | 先発投手                   | 投球                       | J・ガルシアY・モリーナA・プホルスN・プントD・フリースR・ファーカルM・ホリデイJ・ジェイL・バークマン |
| Z・グレインキー            | Z・グレインキー            | Z・グレインキー            | 右                         | Z・グレインキーJ・ルクロイP・フィルダーR・ウィークスJ・ヘアストン · Jr.Y・ベタンコートR・ブラウンC・ゴメスC・ハート | J・ガルシア                | J・ガルシア                | J・ガルシア                | 左                         | J・ガルシアY・モリーナA・プホルスN・プントD・フリースR・ファーカルM・ホリデイJ・ジェイL・バークマン |

### 第6戦 10月16日
- ミラー・パーク（ウィスコンシン州ミルウォーキー）

|                            | 1 | 2 | 3 | 4 | 5 | 6 | 7 | 8 | 9 | R  | H  | E |
| -------------------------- | - | - | - | - | - | - | - | - | - | -- | -- | - |
| セントルイス・カージナルス | 4 | 1 | 4 | 0 | 2 | 0 | 0 | 1 | 0 | 12 | 14 | 0 |
| ミルウォーキー・ブルワーズ | 1 | 3 | 0 | 1 | 1 | 0 | 0 | 0 | 0 | 6  | 7  | 3 |

1. 勝利：マーク・ゼプチンスキー（1勝）
2. 敗戦：ショーン・マーカム（2敗）
3. 本塁打
STL：デビッド・フリース3号3ラン、ラファエル・ファーカル1号ソロ、アルバート・プホルス2号ソロ
MIL：コーリー・ハート1号ソロ、リッキー・ウィークス2号ソロ、ジョナサン・ルクロイ1号2ラン
4. 審判
［球審］マイク・ウィンタース
［塁審］一塁: ゲイリー・ダーリング、二塁: ティム・ティモンズ、三塁: サム・ホルブルック
［外審］左翼: マイク・エベリット、右翼: ビル・ミラー
5. 試合開始時刻: 中部夏時間（UTC-5）午後7時5分  試合時間: 3時間43分  観客: 4万3926人  気温: 67°F（19.4°C）
詳細: MLB.com Gameday / ESPN.com / Baseball-Reference.com / Fangraphs

| セントルイス・カージナルス | セントルイス・カージナルス | セントルイス・カージナルス | セントルイス・カージナルス | セントルイス・カージナルス                                                                            | ミルウォーキー・ブルワーズ | ミルウォーキー・ブルワーズ | ミルウォーキー・ブルワーズ | ミルウォーキー・ブルワーズ | ミルウォーキー・ブルワーズ                                                                                        |
| -------------------------- | -------------------------- | -------------------------- | -------------------------- | --- | -------------------------- | -------------------------- | -------------------------- | -------------------------- | --- |
| 打順                       | 守備                       | 選手                       | 打席                       | E・ジャクソンY・モリーナA・プホルスN・プントD・フリースR・ファーカルM・ホリデイJ・ジェイL・バークマン | 打順                       | 守備                       | 選手                       | 打席                       | S・マーカムJ・ルクロイP・フィルダーR・ウィークスJ・ヘアストン · Jr.Y・ベタンコートR・ブラウンN・モーガンC・ハート |
| 1                          | 遊                         | R・ファーカル              | 両                         | E・ジャクソンY・モリーナA・プホルスN・プントD・フリースR・ファーカルM・ホリデイJ・ジェイL・バークマン | 1                          | 右                         | C・ハート                  | 右                         | S・マーカムJ・ルクロイP・フィルダーR・ウィークスJ・ヘアストン · Jr.Y・ベタンコートR・ブラウンN・モーガンC・ハート |
| 2                          | 中                         | J・ジェイ                  | 左                         | E・ジャクソンY・モリーナA・プホルスN・プントD・フリースR・ファーカルM・ホリデイJ・ジェイL・バークマン | 2                          | 中                         | N・モーガン                | 左                         | S・マーカムJ・ルクロイP・フィルダーR・ウィークスJ・ヘアストン · Jr.Y・ベタンコートR・ブラウンN・モーガンC・ハート |
| 3                          | 一                         | A・プホルス                | 右                         | E・ジャクソンY・モリーナA・プホルスN・プントD・フリースR・ファーカルM・ホリデイJ・ジェイL・バークマン | 3                          | 左                         | R・ブラウン                | 右                         | S・マーカムJ・ルクロイP・フィルダーR・ウィークスJ・ヘアストン · Jr.Y・ベタンコートR・ブラウンN・モーガンC・ハート |
| 4                          | 右                         | L・バークマン              | 両                         | E・ジャクソンY・モリーナA・プホルスN・プントD・フリースR・ファーカルM・ホリデイJ・ジェイL・バークマン | 4                          | 一                         | P・フィルダー              | 左                         | S・マーカムJ・ルクロイP・フィルダーR・ウィークスJ・ヘアストン · Jr.Y・ベタンコートR・ブラウンN・モーガンC・ハート |
| 5                          | 左                         | M・ホリデイ                | 右                         | E・ジャクソンY・モリーナA・プホルスN・プントD・フリースR・ファーカルM・ホリデイJ・ジェイL・バークマン | 5                          | 二                         | R・ウィークス              | 右                         | S・マーカムJ・ルクロイP・フィルダーR・ウィークスJ・ヘアストン · Jr.Y・ベタンコートR・ブラウンN・モーガンC・ハート |
| 6                          | 三                         | D・フリース                | 右                         | E・ジャクソンY・モリーナA・プホルスN・プントD・フリースR・ファーカルM・ホリデイJ・ジェイL・バークマン | 6                          | 三                         | J・ヘアストンJr.           | 右                         | S・マーカムJ・ルクロイP・フィルダーR・ウィークスJ・ヘアストン · Jr.Y・ベタンコートR・ブラウンN・モーガンC・ハート |
| 7                          | 捕                         | Y・モリーナ                | 右                         | E・ジャクソンY・モリーナA・プホルスN・プントD・フリースR・ファーカルM・ホリデイJ・ジェイL・バークマン | 7                          | 遊                         | Y・ベタンコート            | 右                         | S・マーカムJ・ルクロイP・フィルダーR・ウィークスJ・ヘアストン · Jr.Y・ベタンコートR・ブラウンN・モーガンC・ハート |
| 8                          | 二                         | N・プント                  | 両                         | E・ジャクソンY・モリーナA・プホルスN・プントD・フリースR・ファーカルM・ホリデイJ・ジェイL・バークマン | 8                          | 捕                         | J・ルクロイ                | 右                         | S・マーカムJ・ルクロイP・フィルダーR・ウィークスJ・ヘアストン · Jr.Y・ベタンコートR・ブラウンN・モーガンC・ハート |
| 9                          | 投                         | E・ジャクソン              | 右                         | E・ジャクソンY・モリーナA・プホルスN・プントD・フリースR・ファーカルM・ホリデイJ・ジェイL・バークマン | 9                          | 投                         | S・マーカム                | 右                         | S・マーカムJ・ルクロイP・フィルダーR・ウィークスJ・ヘアストン · Jr.Y・ベタンコートR・ブラウンN・モーガンC・ハート |
| 先発投手                   | 先発投手                   | 先発投手                   | 投球                       | E・ジャクソンY・モリーナA・プホルスN・プントD・フリースR・ファーカルM・ホリデイJ・ジェイL・バークマン | 先発投手                   | 先発投手                   | 先発投手                   | 投球                       | S・マーカムJ・ルクロイP・フィルダーR・ウィークスJ・ヘアストン · Jr.Y・ベタンコートR・ブラウンN・モーガンC・ハート |
| E・ジャクソン              | E・ジャクソン              | E・ジャクソン              | 右                         | E・ジャクソンY・モリーナA・プホルスN・プントD・フリースR・ファーカルM・ホリデイJ・ジェイL・バークマン | S・マーカム                | S・マーカム                | S・マーカム                | 右                         | S・マーカムJ・ルクロイP・フィルダーR・ウィークスJ・ヘアストン · Jr.Y・ベタンコートR・ブラウンN・モーガンC・ハート |